# کلینوفیبرات
کلینوفیبرات (انگلیسی: Clinofibrate) یک فیبرات و مشتق بیسفنول زد است.